# In Paris
In Paris ist ein französisches Filmdrama von Christophe Honoré aus dem Jahr 2006.

## Handlung
Vor einem Jahr ist der Pariser Fotograf Paul mit seiner Freundin Anna und ihrem Sohn Loup in einem Haus auf dem Land zusammengezogen, doch entwickelt sich die Beziehung zu einer Hassliebe, die vonseiten Pauls von Misstrauen und Eifersucht geprägt ist. Anna trennt sich von ihm und Paul zieht schwer depressiv zu seinem jüngeren Bruder Jonathan und Vater Mirko. Die Eltern von Jonathan und Paul sind geschieden.
Es ist der Tag vor Weihnachten und Jonathan muss mittags eigentlich an der Universität sein. Er versucht Paul zu etwas Bewegung zu motivieren und wettet mit ihm, dass er in einer halben Stunde zu Fuß bis zum Kaufhaus Le Bon Marché laufen könne. Sollte Jonathan das schaffen, soll Paul nachkommen. Jonathan läuft los, trifft unterwegs jedoch eine Frau auf einem Scooter, mit der er schläft, später seine Ex Alice, mit der er ebenfalls im Bett landet, sowie eine weitere Frau am Bon Marché, die ihn ebenfalls verführt. Paul verbringt die Zeit währenddessen desinteressiert in seinem Bett und wirft sein Handy weg, sodass er von Jonathan nicht mehr erreicht werden kann. Vater Mirko kümmert sich rührend, aber hilflos um Paul, besorgt einen Weihnachtsbaum und bereitet ihm Mittagessen.
Am späten Nachmittag erscheint Pauls und Jonathans Mutter, da sie von Pauls schlechtem Gesundheitszustand erfahren hat. Sie albert mit Paul herum, der nach langer Zeit wieder lachen kann, doch kommt es über der Zubereitung von Hühnersuppe zum Streit mit ihrem Exmann Mirko und sie verlässt die Wohnung überstürzt, ohne zum Abendessen zu bleiben. Ihr Sohn hat sich ihr nicht geöffnet, sondern nur gesagt, dass er ausschließlich mit Claire reden würde – seiner Schwester, die vor zwölf Jahren verstorben ist.
Mirko erfährt von Paul, dass dieser in der letzten Nacht heimlich aus dem Haus gegangen sei und sich von einer Brücke in die Seine gestürzt habe. Irgendwie sei er anschließend wieder nach Hause gekommen; Jonathan habe ihn in der Badewanne gefunden und ihm beigestanden.
Wenig später erscheint Alice. Sie will mit Jonathan reden, der noch nicht wieder nach Hause gekommen ist. Alice beginnt zu weinen und Paul kann sich erstmals öffnen. Er erzählt ihr von Claire, die ebenfalls oft grundlos geweint habe. Sie litt an einer tiefen Traurigkeit, die jeder von uns in sich trage. Im Alter von 17 Jahren habe sie sich depressiv das Leben genommen. Nach dem Gespräch mit Alice ruft Paul Anna an. Beide singen gemeinsam ein Lied, das eine vorsichtige Annäherung der beiden andeutet.
Alice wartet auf Jonathan, der schließlich nachts heimkommt. Er berichtet Paul von seinen zahlreichen Liebesabenteuern, die er stellvertretend auch für ihn eingegangen sei. Auf seinen Wunsch hin liest Paul ihm wie früher ein Kinderbuch vor. Die Stimmung ist gelöst, und Alice klopft schließlich vorsichtig an die Tür der Brüder.

## Produktion
In Paris war der dritte Kinofilm, bei dem Christophe Honoré Regie führte. Der Film wurde ab 2. Januar bis 15. Februar 2006 in Paris sowie im Département Yvelines gedreht. Die Kostüme schuf Pierre Canitrot, die Filmbauten stammen von Samuel Deshors.
Das Lied, das Paul und Anna im Film singen, ist Avant la haine von Alex Beaupain. Paul hört im Film den Titel Cambodia von Kim Wilde. Bei dem Buch, das Paul seinem Bruder vorliest, handelt es sich um Loulou von Grégoire Solotareff. Zu Beginn des Films, in Gegenwart von Anna, zitiert Paul aus einem Gedichtband von Richard Brautigan; im Bett mit Alice liest er Jerome D. Salingers Franny und Zooey.
In Paris erlebte am 25. Mai 2006 auf den Internationalen Filmfestspielen von Cannes seine Premiere, wobei er im Rahmen der Sektion Quinzaine des réalisateurs lief, und kam am 4. Oktober 2006 in die französischen Kinos. Der Film lief im Jahr 2006 auf der Viennale und war 2012 auf der Französischen Filmwoche Berlin zu sehen. In Deutschland wurde In Paris erstmals im Januar 2016 auf dem Streamingdienst MUBI für ein größeres Publikum veröffentlicht. ARTE zeigte den Film ab 1. März 2021 kurzzeitig in seiner Mediathek, wobei der Film im Original mit Untertiteln lief.

## Auszeichnungen
In Paris wurde in Cannes 2006 für den Art Cinema Award der CICAE nominiert. Beim César 2007 erhielt Guy Marchand eine Nominierung in der Kategorie Bester Nebendarsteller.